# 一条忠輔
一条 忠輔（いちじょう ただすけ）は、鎌倉時代中期の公家。関白・一条実経の四男。官位は従二位・非参議。

## 経歴
一条実経の子として京に誕生。弘安6年（1283年）7月20日、従三位に叙される。
正応3年（1290年）8月に出家。没年は不詳である。